# 阿迪爾傑瓦茲
阿迪爾傑瓦茲是土耳其的城鎮，由比特利斯省負責管轄，位於該國東南部凡湖畔，距離首府比特利斯90公里，面積1,505平方公里，海拔高度1,650米，2011年人口13,945。
38°48′21″N 42°44′49″E / 38.80583°N 42.74694°E

## 外部連結
- The Armenian "monastery of the Miracles" at Adilcevaz （页面存档备份，存于）